# Jodie Turner-Smith
Jodie Turner-Smith (Peterborough, 7 de setembro de 1986) é uma atriz britânica. É mais conhecida por interpretar Queen no filme de 2019 Queen & Slim. Também fez séries como como The Last Ship e Nightflyers.

## Biografia
Turner-Smith nasceu em Peterborough numa família jamaicana. Ela é a única entre seus irmãos que não nasceu na Jamaica. Depois do divórcio dos seus pais, ela se mudou com sua mãe e seus irmãos para os Estados Unidos. Ela morou em Maryland e se formou no Gaithersburg High School em Gaithersburg, Maryland, e se graduou na Universidade de Pittsburgh em 2008. Em 2009 ela se mudou para Los Angeles para se tornar atriz.

## Carreira
Turner-Smith trabalhava em um banco em Pittsburgh, Pennsylvania, quando um amigo a apresentou à Pharrell Williams depois de um show do N.E.R.D.. Ela disse para ele que gostaria de ser escritora, e ele a convenceu a se mudar para Los Angeles e tentar uma carreira de modelo.
Em 2013, ela conseguiu seu primeiro trabalho como atriz numa participação em True Blood, o que a levou a trabalhar em vários filmes e clipes entre 2013 e 2017. Em 2016, ela aparece no clipe da música Pillowtalk de Zayn Malik."
Seu primeiro grande papel foi de Sgt. Azima Kandie nas temporadas de 2017–2018 da série da TNT series The Last Ship. Depois disso, ela foi Melantha Jhirl na série da Syfy/Netflix Nightflyers. Ela estrelou como Josie na série da Cinemax Jett, em 2019
E em 2019, ela conseguiu seu primeiro papel de protagonista como Queen no filme de Queen & Slim, ao lado de Daniel Kaluuya. O filme foi um sucesso de crítica.

## Vida Pessoal
Turner-Smith está num relacionamento com o ator Joshua Jackson desde outubro de 2018. Eles se casaram em dezembro de 2019, e em abril de 2020 tiveram uma primeira filha.. Em outubro de 2023, foi revelado que Turner-Smith havia entrado com o processo para o divórcio de Jackson.

## Filmografia

### Cinema
| Ano  | Título                       | Papel                  | Ref.   |
| ---- | ---------------------------- | ---------------------- | ------ |
| 2016 | The Neon Demon               | Jodie                  | [ 17 ] |
| 2017 | Lemon                        | Beverly                | [ 18 ] |
| 2017 | Newness                      | Mulher-estátua         | [ 19 ] |
| 2019 | Queen & Slim                 | Angela "Queen" Johnson | [ 20 ] |
| 2021 | Without Remorse              | Karen Greer            | [ 21 ] |
| 2021 | After Yang                   | Kyra                   | [ 22 ] |
| 2022 | White Noise                  | Winnie Richards        | [ 23 ] |
| 2022 | The Independent              | Elisha James           | [ 24 ] |
| 2023 | Murder Mystery 2             | Condessa Sekou         | [ 25 ] |
| 2025 | TRON: Ares                   | Não definido           | [ 26 ] |
| 2025 | A Big Bold Beautiful Journey | Não definido           | [ 27 ] |

### Televisão
| Ano  | Título        | Papel               | Nota(s)         | Ref.   |
| ---- | ------------- | ------------------- | --------------- | ------ |
| 2013 | True Blood    | Siren #2            | 4 episódios     | [ 28 ] |
| 2015 | Mad Dogs      | Angel               | 2 episódios     | [ 29 ] |
| 2016 | Ice           | Lady Rah's masseuse | 1 episódios     | [ 30 ] |
| 2017 | The Last Ship | Sgt. Azima Kandie   | 20 episódios    | [ 31 ] |
| 2018 | Nightflyers   | Melantha Jhirl      | 10 episódios    | [ 32 ] |
| 2019 | Jett          | Josie               | 9 episódios     | [ 33 ] |
| 2021 | Anne Boleyn   | Ana Bolena          | 3 episódios     | [ 34 ] |
| 2023 | Sex Education | Deus                | Papel principal | [ 35 ] |
| 2024 | The Acolyte   | Mãe Aniseya         | Papel principal | [ 36 ] |

### Clipes
| Ano  | Música                   | Artista                    | Nota   |
| ---- | ------------------------ | -------------------------- | ------ |
| 2009 | Walkin’ on the Moon      | The-Dream feat. Kanye West | [ 37 ] |
| 2013 | Cool Song No.2           | MGMT                       | [ 38 ] |
| 2013 | Für Hildegard von Bingen | Devendra Banhart           | [ 39 ] |
| 2014 | Dear Diamond             | Blaqstarr feat. Common     | [ 40 ] |
| 2016 | Pillowtalk               | Zayn Malik                 |        |
| 2016 | Make Me (Cry)            | Noah Cyrus feat. Labrinth  | [ 41 ] |